# الملك (فلم 2019)
الملك (بالإنجليزية: The King) هو فيلم درامي تاريخي، عُرض في 2019، مُستوحى من عدة مسرحيات من تأليف وليم شكسبير.

## القصة
هنري أمير ويلز (يُطلق عليه «هال» من قبل أصدقائه المقربين) هو الابن البكر والعاطفي للملك هنري الرابع ملك إنجلترا. لا يهتم هال بسياسات حرب والده وفي خليفته، ويقضي أيامه في الشرب والنكاح والرفيق مع رفيقه جون فالستاف في إيستكيب. يستدعي والده هال ويعلمه أن توماس، شقيق هال الأصغر، سوف يرث العرش بدلاً من هال. تم إرسال توماس لإخضاع تمرد هوتسبير لكن تم تأجيله بوصول هال، الذي يشارك هوتسبير في قتال واحد. تنحدر معركة السيف إلى معركة مصفحة، بينما هال يقتل هوتسبير بخنجر. على الرغم من أن هذا يقرر المعركة دون مزيد من الصراع، يشكو توماس من أن هال قد سرق كل المجد. لم يمض وقت طويل بعد ذلك، توفي توماس في معركة في ويلز.
يسير هال مع شقيقته الصغيرة فبيلبيا، أميرة الدنمارك، في حقل اخضر أسفل قلعته. يسأل فيلبا عن حالته الصحية، هال أنه يريد أنهاء الاضطربات في المملكة. وردت فيليبا أنها قد تشعر بالهدوء الذي يرغب فيه في حفل التتويج في العشاء في الليلة السابقة. وتضيف أنها تعتقد أيضا أن النبلاء يتمنون له التوفيق في رؤيته للسلام، ولكنها تحذر من أن النبلاء يتمنون له التوفيق في رؤيته للسلام، ولكنها تحذر من أن النبلاء في أي محكمة ملكية لديهم مصالحهم الخاصة ولن يكشفوا عن حقائقهم الكاملة.
يستجوب هال بالفرنسية قاتل أسير يدعي أنه أرسله الملك شارل السادس ملك فرنسا لاغتيال كامبريج وغراي من قبل عملاء فرنسيين، على أمل تحفيزهم للقضية الفرنسية. ثقتهم في ملك الشباب الجديد، ثم يتعاملون مع رئيس قضاة هال، وليام جاسكوين، مع مخاوفهم. ينصح ويليام الملك الشباب بأن إضهار القوة ضروري لتوحيد إنجلترا، وذلك لإثبات كفاءته، يعلن هال الحرب على فرنسا وقطع رأس كامبريدج وغراي.
يبحر الجيش الإنجليزي إلى فرنسا، مع هال في المقدمة وفالستاف كقائد له. بعد أن نجحوا في، استمروا في الحملة ولكن يتبعهم دوفين، الذي يحاول بشكل متكرر إثارة هارفليور. تتعثر الأحزاب المتقدمة الإنجليزية على تجمع كبير للجيش الفرنسي لمواجهتها. تنصح دوريست بالانسحاب، بسبب تفوق القوات الفرنسية، لكن يقترح تقدمًا زائفًا لإغراء الفرنسيين بالاندفاع إلى الوحل، حيث سيتم وزنهم بالدروع الثقيلة والخيول. بعد ذلك سوف يتعرضون للهجوم من قبل رجال القوس الطويل الإنجليز وتحيط بهم قوة كبيرة معلقة مخبأة في الغابة القريبة.
يذهب هال الئ دوفين ويعرض القتال في قتال واحد لتقرير نتيجة المعركة، لكن دوفين يرفض. تبدأ معركة انكورت، مع هال في خضم القتال. خطة فلاستف تعمل، والجيش الأنجليزي يفوق عدد الفرنسيين، على الرغم من مقتل فلاستف علئ الخطوط الأمامية. يدخل دوفين في المعركة لتحدي هال، لكنه مهين ويهزم بسهوله.
يتابع النصر الحاسم، استمر الآنجليز في الوصول الئ فرنسا. وصل هال الئ الملك تشارلز السادس، الذي يقدم استسلامه ويد ابنته كاثرين. يعود هال الئ إنجلترا مع زوجته الجديدة للاجل الاحتفال. آنه يآتي الئ غرفتها ليتحدث معها، وسرعان ما يتحول إلى حديث صريح يوضح قوتها الشخصية ويؤدي به إلى التشكيك في قرارته العسكرية، لآنها تتحدى آسباب هال لغزو فرنسا.
يدرك هال أن الإهانة الفرنسية المزعومة وأعمال العدوان ضد إنجلترا قد نفذت وتسبب فيها رئيسه القاضي جاسكوين في دفع هال إلى الحرب. يواجه هال جاسكوين، وبعد تأكيد شكوكه، يواصل طعنه بشكل قاتل. تعود هال بعد ذالك إلى كاترين، وتطلب منها أن تتحدث دائما عن الحقيقة، وتضع يديها في يده. وفي الوقت نفسه، خارج القصر، يهتف الناس «الملك هنري» للاحتفال بفوزه على الفرنسيين.

## إنتاج

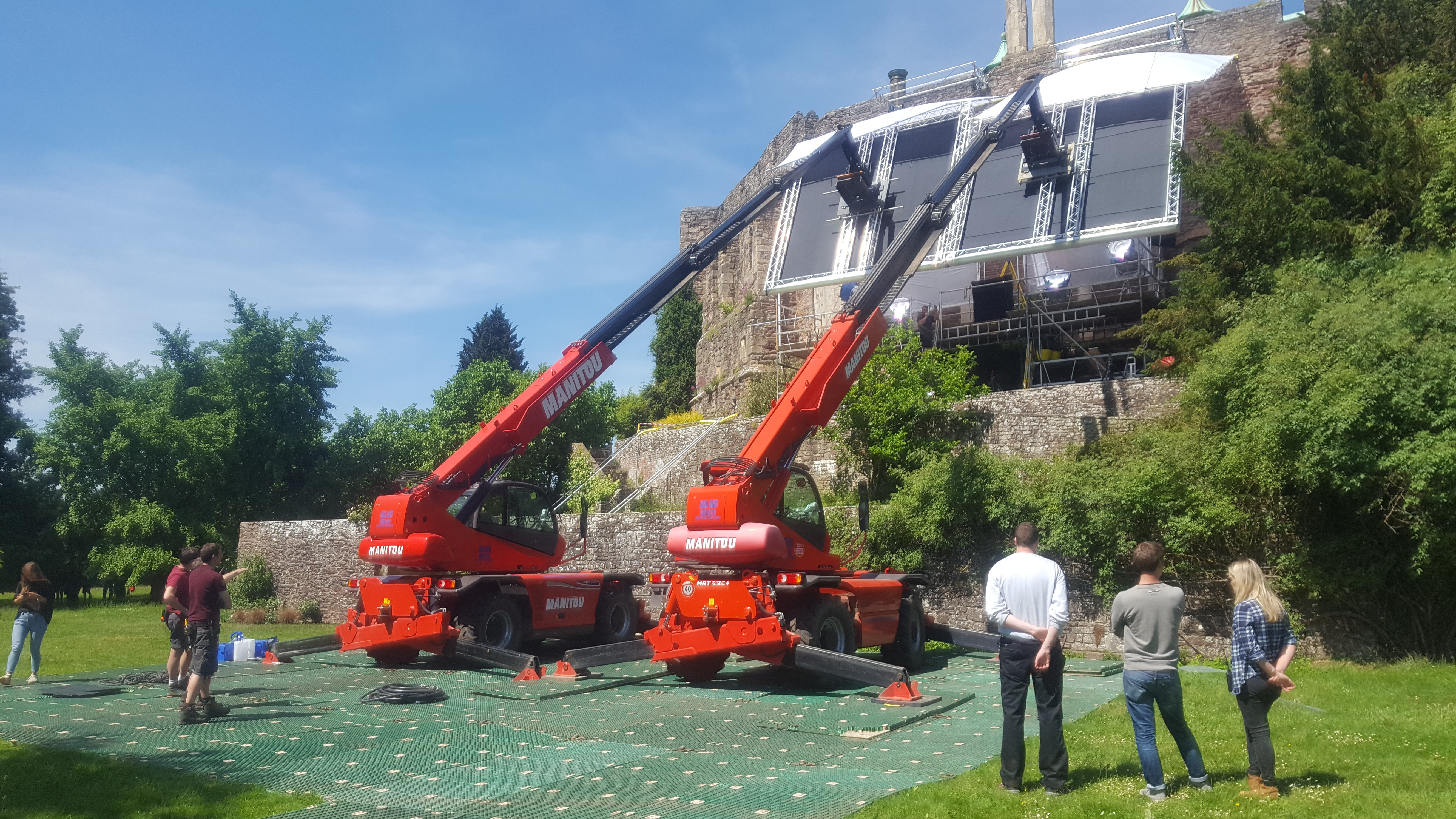
تصوير على الموقع في قلعة بيركلي ، جلوسيسترشاير ، المملكة المتحدة.

في عام 2013، ظهر أن جويل إجيرتون ديفيد ميشود تعاونا في كتابة مقتبسة من مسرحيات شكسبير «هنرياد»، هنري الرابع، الجزءان الأول والثاني، وهنري الخامس، لآجل وارنر برذرز. في سبتمبر 2015، تم الإعلان عن قيام ميشود بإدارة المشروع، حيث تقوم وارنر بروس بإنتاج وتوزيع الفيلم وإنتاج لافا بير.
في فبراير 2018، اتحد تيموثي شالاماي إلى فريق العمل، حيث قام كل من براد بيت وديدي غاردنر وجيريمي كلاينر، إلى جانب ليز واتس، تحت شعار بي بلان إنترتينمينت. قام نتفليكس بتوزيع الفيلم بدلاً من وارنير بروز. في مارس 2018، انضم إدجيرتون إلى الفيلم. في مايو 2018، انضم إلى فريق الممثلين روبرت باتينسون بن مندلسون شون هاريس وليلي روز ديب وتوم غلين كارني وتوماسين ماكنزي. انضم دين-تشارلز تشابمان في يونيو.
بدأ التصوير الرئيسي في 1 يونيو 2018.

### موقع التصوير
استغرق التصوير في جميع أنحاء إنجلترا وسزلفارد، اليونان. صورت العديد من المشاهد على الموقع في قلعة بيركلي في غلوسترشير، إنجلترا. استخدمت كاتدرائية لنكولن بدلاً من دير وستمنستر لمشاهد التتويج.

## إطلاق سراح
لقد ظهر الفيلم لأول مرة في مهرجان البندقية السينمائي في 2 سبتمبر 2019. أنه عرض في مهرجان لندن السينمائي بي اف اي في 3 أكتوبر 2019،   وحصل على الإصدار المحدود في 11 أكتوبر 2019 قبل أن يطلق سراحه في نيتفليكس، لتدفق الرقمي، في 1 نوفمبر 2019.

## استقبال

### استجابة نقدية
آورد موقع مجمع مراجعة روتين تومويتوسعن نسبة موافقة بلغت 71٪ على أساس 111 استعرضاً، بمعدل متوسط 6.46 / 10. يقول الإجماع النقدي لموقع الويب: "في حين آن الملك بعض حين اقل من مجموع آجزائه المثيرة للآعجاب، الا آن الآداء القوي للمواد والمصدر يجعل هذه الفترة دراما جديرة بالثناء  أعطى، الذي يستخدم المتوسط المرجح، الفيلم درجة 61 من أصل 100، استنادا إلى 36 من النقاد، مشيرا إلى "مراجعات مواتية عموما".

### الجوائز
| جائزة                                    | تاريخ الحفل    | الفئة                                  | المرشح (ق)                                                                 | نتيجة | Ref.   |
| ---------------------------------------- | -------------- | -------------------------------------- | -------------------------------------------------------------------------- | ----- | ------ |
| جوائز AACTA                              | 4 ديسمبر 2019  | أفل فيلم                               | براد بيت، ديدي غاردنر، جيريمي كلاينر، ليز واتس، ديفيد ميشود، جويل إدجيرتون | رُشِّح   | [ 23 ] |
| جوائز AACTA                              | 4 ديسمبر 2019  | أفضل أخراج                             | ديفيد ميشود                                                                | رُشِّح   | [ 23 ] |
| جوائز AACTA                              | 4 ديسمبر 2019  | أفضل ممثل في دور رئيسي                 | تيموثي شالاماي                                                             | رُشِّح   | [ 23 ] |
| جوائز AACTA                              | 4 ديسمبر 2019  | أفضل ممثل في دور مساعد                 | جويل إدجيرتون                                                              | فوز   | [ 23 ] |
| جوائز AACTA                              | 4 ديسمبر 2019  | أفضل ممثل في دور مساعد                 | بن مندلسون                                                                 | رُشِّح   | [ 23 ] |
| جوائز AACTA                              | 4 ديسمبر 2019  | أفضل تصوير سينمائي                     | أدم أركاپاو                                                                | فوز   | [ 23 ] |
| جوائز AACTA                              | 4 ديسمبر 2019  | أفضل مونتاج                            | بيتر سكيبراس                                                               | رُشِّح   | [ 23 ] |
| جوائز AACTA                              | 4 ديسمبر 2019  | أفضل صوت                               | روبرت ماكنزي، سام بيتي، غاريث جون، ليا كاتز، ماريو فاكارو، تارا ويب        | رُشِّح   | [ 23 ] |
| جوائز AACTA                              | 4 ديسمبر 2019  | أفضل تصميم إنتاج                       | فيونا كرومبي، أليس فيلتون                                                  | فوز   | [ 23 ] |
| جوائز AACTA                              | 4 ديسمبر 2019  | أفضل تصميم أزياء                       | جان بيتري                                                                  | فوز   | [ 23 ] |
| جوائز AACTA                              | 4 ديسمبر 2019  | أفضل سيناريو                           | ديفيد ميشود، جويل إدجيرتون                                                 | رُشِّح   | [ 23 ] |
| جوائز AACTA                              | 4 ديسمبر 2019  | أفضل شعر ومكياج                        | أليساندرو برتولازي                                                         | رُشِّح   | [ 23 ] |
| جوائز AACTA                              | 4 ديسمبر 2019  | أفضل كاست                              | ديس هاميلتون وفرانسين مايسلر                                               | رُشِّح   | [ 23 ] |
| جوائز AACTA                              | 4 يناير 2020   | أفضل فيلم دولي                         | براد بيت، ديدي غاردنر، جيريمي كلاينر، ليز واتس، ديفيد ميشود، جويل إدجيرتون | رُشِّح   | [ 24 ] |
| جوائز هوليوود الموسيقية في وسائل الإعلام | 20 نوفمبر 2019 | أفضل النقاط الأصلية في فيلم روائي طويل | نيكولاس بريتيل                                                             | رُشِّح   | [ 25 ] |
| دائرة نقاد لندن                          | 30 يناير 2020  | أفضل ممثل بريطاني / أيرلندي لهذا العام | روبرت باتينسون                                                             | فوز   | [ 26 ] |

## روابط خارجية
- مقالات تستعمل روابط فنية بلا صلة مع ويكي بيانات

لا توجد روابط لمواقع التواصل الاجتماعي.